# The Sentinel
The Sentinel (lit. «El sentinella») és un relat curt escrit per Arthur C. Clarke i que va servir d'inspiració per a la pel·lícula 2001: una odissea de l'espai. Forma part important del seu argument. Segons el mateix Arthur C. Clarke, «és com comparar una gla amb el roure que en creixeria».

## Publicació
Escrit l'any 1948 per a una competició de la BBC, a la qual mai va ser elegit, i publicat per primer cop amb el títol Sentinel of Eternity (El sentinella de l'eternitat) a la revista 10 Story Fantasy l'any 1951. Aquest mateix any és publicat als Estats Units a la revista The Avon Science Fiction and Fantasy Reader. L'any 1953 apareix als reculls de relats curts Expedition to Earth (Expedició a la Terra), The Nine Billion Names of God (Els nou bilions de noms de Déu, 1967), i The Lost Worlds of 2001 (1972, lit. «Mons perduts del 2001»). Avui en dia forma part del recull de relats curts The Sentinel.

## Sinopsi
El relat explica el descobriment d'un objecte d'origen extraterrestre, que va ser abandonat a la Lluna milions d'anys enrere. L'objecte de pedra polida en forma de tetraedre està protegit per un camp de força.
Durant milions d'anys el sentinella ha emés un senyal cap al seu lloc d'origen, però aquest senyal s'atura en el moment que l'home aconsegueix obrir un forat en el camp de força mitjançant l'ús d'armament nuclear. El narrador rumia que la missió de la piràmide era advertir de la possible vida intel·ligent a la Terra, i del progrés d'aquesta.
”Era només una qüestió de temps que descobríssim la piràmide i forcéssim l'entrada. Ara el seu senyal ha cessat, i aquells que la varen deixar aquí estaran girant els seus pensaments cap a la terra. Potser ells desitgen ajudar la nostra infantil civilització. Però ells deuen ser molt vells, i de vegades, el vell sent gelosia dels joves.”